# Джорджикия, Нодар Константинович
Нодар Константинович Джорджикия (15 ноября 1921, Кутаиси, Грузинская ССР, ЗСФСР, СССР — 1 июня 2008, Кутаиси, Грузия) советский баскетболист, чемпион Европы. Заслуженный мастер спорта СССР (1952). Отличник физической культуры (1947).

## Биография
Окончил юридический факультет Тбилисского государственного университета (1956). Выступал в университетской команде в довоенное время.
Участник Великой Отечественной войны, воевал в составе 790 сп 392-й стрелковой дивизии, младший лейтенант. Награждён орденами Красной Звезды, Отечественной войны II степени (06.04.1985), медалями «За отвагу» (24.04.1943), «За оборону Кавказа».
Играл за СКА (Тбилиси) (1944—1949), «Динамо» (Тбилиси) (1950—1955).
В Чемпионате СССР выигрывал золотые (1944, 1946, 1950, 1953, 1954), серебряную (1945) и бронзовую (1952) медали. Обладатель Кубка СССР (1950, 1951).
В составе сборной СССР выиграл чемпионат Европы 1947, завоевал серебряную медаль на летних Олимпийских играх 1952 года. Победитель всемирных студенческих игр (1949).
По окончании карьеры игрока работал референтом в Совете Министров Грузинской ССР. Был председателем Федерации баскетбола Тбилиси.
Награжден орденом «Знак Почёта», грузинским орденом Вахтанга Горгасала III степени.
Скончался 1 июня 2008 года в Кутаиси.

## Источник
- Баскетбол: Справочник. / Авт.-сост. З. А. Генкин, Р. Я. Яхонтов. — М.: Физическая культура и спорт, 1983. — 224 с.